# Sofia Vasilievna Lilienfeld
Sofia Vasilievna Lilienfeld, född 1724, död efter 1762, var en rysk hovfunktionär.
Hon stod i nära relationer med Natalia Lopukhina, hovdam till den ryska regenten Anna Leopoldovna och kejsarinnorna Anna Ivanovna och Elisabet Petrovna. Elisabet, som kom på tronen i december 1741, började känna sig fientlig mot Lopukhina, något som historiker tenderar att associera med Lopukhinas framgångsrika rivalitet i kärleksaffärer. Uttrycket för Elisabets växande onåd mot Lopukhina och hennes följe var anklagelsen för konspiration, känd som "Lopuchinaaffären". Lopukhinas familj, liksom ett antal kvinnor nära Lopukhina, arresterades, förhördes och torterades. Tillsammans med lopukhinerna, bland andra, greps också grevinnan Anna Bestuzjeva och andra hovmän vid det kejserliga hovet. Förhören drog in Sofia Lilienfeld som pekades ut som delaktig. Hon förvisades till Sibirien. Katarina den stora upphävde förvisningen 1762.